# Seznam registračních značek v Německu

Mapa přidělení registračních značek

Seznam obsahuje přehled kódů registračních značek používaných v Německu. Jejich systém je popsán v článku Státní poznávací značky v Německu.

## Legenda
- X je zástupným symbolem pro písmena
- 9 je zástupným symbolem pro číslice

## A
| Označení | Město/zemský okres (případně v závorce krajské město) | Odvozeno od                          | Spolková země                  |
| -------- | ----------------------------------------------------- | ------------------------------------ | ------------------------------ |
| A        | Město Augsburg (XX 999 a XX 5000–9999)                | Augsburg                             | Bavorsko                       |
| A        | Zemský okres Augsburg (pouze)                         | Augsburg                             | Bavorsko                       |
| AA       | Zemský okres Ostalb (Aalen)                           | Aalen                                | Bádensko-Württembersko         |
| AB       | Zemský okres Aschaffenburg (XX 999)                   | Aschaffenburg                        | Bavorsko                       |
| AB       | Město Aschaffenburg (pouze)                           | Aschaffenburg                        | Bavorsko                       |
| ABG      | Zemský okres Altenbursko (Altenburg)                  | Altenburg                            | Durynsko                       |
| ABI      | Zemský okres Anhalt-Bitterfeld (Köthen)               | Anhalt-Bitterfeld                    | Sasko-Anhaltsko                |
| AC       | Městský region Cáchy                                  | Aachen                               | Severní Porýní-Vestfálsko      |
| AE       | Zemský okres Fojtsko                                  | Auerbach (Vogtland)                  | Sasko                          |
| AH       | Zemský okres Borken                                   | Ahaus                                | Severní Porýní-Vestfálsko      |
| AIB      | Zemský okres Mnichov;Zemský okres Rosenheim           | Bad Aibling                          | Bavorsko                       |
| AIC      | Zemský okres Aichach-Friedberg (Aichach               | Aichach                              | Bavorsko                       |
| ALF      | Zemský okres Hildesheim                               | Alfeld                               | Dolní Sasko                    |
| ALZ      | Zemský okres Aschaffenburg                            | Alzenau                              | Bavorsko                       |
| AK       | Zemský okres Altenkirchen                             | Altenkirchen                         | Porýní-Falc                    |
| AM       | Město Amberg                                          | Amberg                               | Bavorsko                       |
| AN       | Zemský okres Ansbach (XX 999)                         | Ansbach                              | Bavorsko                       |
| AN       | Město Ansbach (pouze)                                 | Ansbach                              | Bavorsko                       |
| ANA      | Zemský okres Krušné hory                              | Annaberg–Buchholz                    | Sasko                          |
| ANG      | Zemský okres Ukerská marka                            | Angermünde                           | Braniborsko                    |
| ANK      | Zemský okres Přední Pomořansko-Greifswald             | Anklam                               | Meklenbursko-Přední Pomořansko |
| AÖ       | Zemský okres Altötting                                | Altötting                            | Bavorsko                       |
| AP       | Zemský okres Výmarsko (Apolda)                        | Apolda                               | Durynsko                       |
| APD      | Zemský okres Výmarsko                                 | Apolda                               | Durynsko                       |
| ARN      | Zemský okres Ilm                                      | Arnstadt                             | Durynsko                       |
| ART      | Zemský okres Kyffhäuser                               | Artern                               | Durynsko                       |
| AS       | Zemský okres Amberg-Sulzbach (Amberg)                 | Amberg-Sulzbach                      | Bavorsko                       |
| ASL      | Zemský okres Salzland                                 | Aschersleben                         | Sasko-Anhaltsko                |
| ASZ      | Zemský okres Krušné hory                              | Aue,Schwarzenberg (Sasko)            | Sasko                          |
| AT       | Zemský okres Meklenburská jezerní plošina             | Altentreptow                         | Meklenbursko-Přední Pomořansko |
| AU       | Zemský okres Krušné hory                              | Aue                                  | Sasko                          |
| AUR      | Zemský okres Aurich                                   | Aurich                               | Dolní Sasko                    |
| AW       | Zemský okres Ahrweiler (Bad Neuenahr-Ahrweiler)       | Ahrweiler                            | Porýní-Falc                    |
| AZ       | Zemský okres Alzey-Worms (Alzey)                      | Alzey                                | Porýní-Falc                    |
| AZE      | Zemský okres Anhalt–Bitterfeld                        | Zemský okres Anhalt–Zerbst (do 2007) | Sasko-Anhaltsko                |

## B
| Označení | Město/zemský okres (případně v závorce krajské město)                                                               | Odvozeno od                                          | Spolková země             |
| -------- | --- | ---------------------------------------------------- | ------------------------- |
| B        | Město Berlín | Berlín                                               | Berlín                    |
| B        | Berlínský senát a Berlínský parlament                                                                               | Berlín                                               | Berlín                    |
| BA       | Zemský okres Bamberk (XX 999 a 9999)                                                                                | Bamberg                                              | Bavorsko                  |
| BA       | Město Bamberk (pouze)                                                                                               | Bamberg                                              | Bavorsko                  |
| BAD      | Město Baden-Baden                                                                                                   | Baden-Baden                                          | Bádensko-Württembersko    |
| BAR      | Zemský okres Barnim (Eberswalde)                                                                                    | Barnim                                               | Braniborsko               |
| BB       | Zemský okres Böblingen                                                                                              | Böblingen                                            | Bádensko-Württembersko    |
| BBG      | Zemský okres Salzland                                                                                               | Bernburg                                             | Sasko-Anthalsko           |
| BBL      | Brandenburská zemská vláda a Zemský sněm Brandenburg                                                                | Brandenburský zemský sněm                            | Braniborsko               |
| BC       | Zemský okres Biberach                                                                                               | Biberach                                             | Bádensko-Württembersko    |
| BCH      | Zemský okres Neckar-Odenwald                                                                                        | Buchen (Odenwald)                                    | Bádensko-Württembersko    |
| BD       | Vozidla ústavních orgánů (Bundestag, Bundesrat, Spolková vláda, Úřad spolkového prezidenta a Ústavní spolkový soud) | Bund (spolek)                                        |                           |
| BE       | Zemský okres Warendorf                                                                                              | Beckum                                               | Severní Porýní-Vestfálsko |
| BED      | Zemský okres Střední Sasko                                                                                          | Brand-Erbisdorf                                      | Sasko                     |
| BER      | Bernau bei Berlin                                                                                                   | Braniborsko                                          |                           |
| BF       | Zemský okres Steinfurt                                                                                              | Steinfurt                                            | Severní Porýní-Vestfálsko |
| BGD      | Zemský okres Berchtesgadensko                                                                                       | Berchtesgaden                                        | Bavorsko                  |
| BGL      | Zemský okres Berchtesgadensko (Bad Reichenhall)                                                                     | Berchtesgaden                                        | Bavorsko                  |
| BH       | Zemský okres Ortenau,Zemský okres Rastatt                                                                           | Bühl                                                 | Bádensko-Württembersko    |
| BI       | Město Bielefeld | Bielefeld                                            | Severní Porýní-Vestfálsko |
| BID      | Zemský okres Marburg-Biedenkopf                                                                                     | Biedenkopf                                           | Hesensko                  |
| BIN      | Zemský okres Mohuč-Bingen                                                                                           | Bingen am Rhein                                      | Porýní-Falc               |
| BIR      | Zemský okres Birkenfeld                                                                                             | Birkenfeld                                           | Porýní-Falc               |
| BIT      | Eifelkreis Bitburg-Prüm (Bitburg)                                                                                   | Bitburg                                              | Porýní-Falc               |
| BIW      | Zemský okres Budyšín                                                                                                | Bischofswerda                                        | Sasko                     |
| BK       | Zemský okres Börde (Haldensleben)                                                                                   | Börde(kreis)                                         | Sasko-Anhaltsko           |
| BL       | Zemský okres Zollernalb (Balingen)                                                                                  | Balingen                                             | Bádensko-Württembersko    |
| BLK      | Zemský okres Burgenland (Naumburg (Saale))                                                                          | Burgenlandkreis                                      | Sasko-Anhaltsko           |
| BM       | Zemský okres Rýn-Erft (Bergheim)                                                                                    | Bergheim                                             | Severní Porýní-Vestfálsko |
| BN       | Město Bonn | Bonn                                                 | Severní Porýní-Vestfálsko |
| BO       | Město Bochum | Bochum                                               | Severní Porýní-Vestfálsko |
| BOR      | Zemský okres Borken                                                                                                 | Borken                                               | Severní Porýní-Vestfálsko |
| BOT      | Město Bottrop | Bottrop                                              | Severní Porýní-Vestfálsko |
| BP       | Spolková policie – od 30. dubna 2006 (do 1997: Deutsche Bundespost)                                                 | Bundespolizei (do 1997: Bundespost - Spolková pošta) |                           |
| BRA      | Zemský okres Wesermarsch (Brake (Unterweser))                                                                       | Brake                                                | Dolní Sasko               |
| BRB      | Město Brandenburg an der Havel                                                                                      | Brandenburg                                          | Braniborsko               |
| BS       | Město Braunschweig                                                                                                  | Braunschweig                                         | Dolní Sasko               |
| BT       | Zemský okres Bayreuth (XX 999 a 9999)                                                                               | Bayreuth                                             | Bavorsko                  |
| BT       | Město Bayreuth (pouze)                                                                                              | Bayreuth                                             | Bavorsko                  |
| BÜS      | Obec Büsingen am Hochrhein (obec v zemském okrese Kostnice)                                                         | Büsingen                                             | Bádensko-Württembersko    |
| BW       | Spolková vodní a lodní správa                                                                                       | Bundes-Wasser- a Schifffahrtsverwaltung              |                           |
| BWL      | Zemská vláda Baden-Württemberg a Zemský sněm Baden-Württemberg                                                      | Baden-Württembergischer Landtag                      | Bádensko-Württembersko    |
| BYL      | Bavorská státní vláda a Bavorský zemský sněm                                                                        | Bayerischer Landtag                                  | Bavorsko                  |
| BZ       | Zemský okres Budyšín                                                                                                | Bautzen                                              | Sasko                     |

## C
| Označení | Město/zemský okres (případně v závorce krajské město) | Odvozeno od | Spolková země             |
| -------- | ----------------------------------------------------- | ----------- | ------------------------- |
| C        | Město Chemnitz                                        | Chemnitz    | Sasko                     |
| CB       | Město Cottbus                                         | Cottbus     | Braniborsko               |
| CE       | Zemský okres Celle                                    | Celle       | Dolní Sasko               |
| CHA      | Zemský okres Cham                                     | Cham        | Bavorsko                  |
| CLP      | Zemský okres Cloppenburg                              | Cloppenburg | Dolní Sasko               |
| CO       | Zemský okres Coburg (XX 999)                          | Coburg      | Bavorsko                  |
| CO       | Město Coburg (pouze)                                  | Coburg      | Bavorsko                  |
| COC      | Zemský okres Cochem-Zell (Cochem)                     | Cochem      | Porýní-Falc               |
| COE      | Zemský okres Coesfeld                                 | Coesfeld    | Severní Porýní-Vestfálsko |
| CUX      | Zemský okres Cuxhaven                                 | Cuxhaven    | Dolní Sasko               |
| CW       | Zemský okres Calw                                     | Calw        | Bádensko-Württembersko    |

## D
| Označení | Město/zemský okres (případně v závorce krajské město) | Odvozeno od                    | Spolková země                  |
| -------- | ----------------------------------------------------- | ------------------------------ | ------------------------------ |
| D        | Město Düsseldorf                                      | Düsseldorf                     | Severní Porýní-Vestfálsko      |
| DA       | Město Darmstadt (XX 999)                              | Darmstadt                      | Hesensko                       |
| DA       | Zemský okres Darmstadt-Dieburg (Darmstadt) (pouze)    | Darmstadt                      | Hesensko                       |
| DAH      | Zemský okres Dachau                                   | Dachau                         | Bavorsko                       |
| DAN      | Zemský okres Lüchow-Dannenberg (Lüchow)               | Dannenberg                     | Dolní Sasko                    |
| DAU      | Zemský okres Vulkaneifel (Daun)                       | Daun                           | Porýní-Falc                    |
| DBR      | Zemský okres Bad Doberan                              | Bad Doberan                    | Meklenbursko-Přední Pomořansko |
| DD       | Město Dresden                                         | Dresden                        | Sasko                          |
| DE       | Město Dessau-Roßlau                                   | Dessau                         | Sasko-Anhaltsko                |
| DEG      | Zemský okres Deggendorf                               | Deggendorf                     | Bavorsko                       |
| DEL      | Město Delmenhorst                                     | Delmenhorst                    | Dolní Sasko                    |
| DGF      | Zemský okres Dingolfing-Landau (Dingolfing)           | Dingolfing                     | Bavorsko                       |
| DH       | Zemský okres Diepholz                                 | Diepholz                       | Dolní Sasko                    |
| DLG      | Zemský okres Dillingen an der Donau                   | Dillingen                      | Bavorsko                       |
| DM       | Zemský okres Demmin                                   | Demmin                         | Meklenbursko-Přední Pomořansko |
| DN       | Zemský okres Düren                                    | Düren                          | Severní Porýní-Vestfálsko      |
| DO       | Město Dortmund                                        | Dortmund                       | Severní Porýní-Vestfálsko      |
| DON      | Zemský okres Dunaj-Ries (Donauwörth)                  | Donauwörth                     | Bavorsko                       |
| DU       | Město Duisburg                                        | Duisburg                       | Severní Porýní-Vestfálsko      |
| DÜW      | Zemský okres Bad Dürkheim                             | Bad Dürkheim an der Weinstraße | Porýní-Falc                    |
| DW       | Město Dippoldiswalde                                  | Dippoldiswalde                 | Sasko                          |

## E
| Označení | Město/zemský okres (případně v závorce krajské město) | Odvozeno od        | Spolková země             |
| -------- | ----------------------------------------------------- | ------------------ | ------------------------- |
| E        | Město Essen                                           | Essen              | Severní Porýní-Vestfálsko |
| EA       | Město Eisenach                                        | Eisenach           | Durynsko                  |
| EBE      | Zemský okres Ebersberg                                | Ebersberg          | Bavorsko                  |
| ED       | Zemský okres Erding                                   | Erding             | Bavorsko                  |
| EE       | Zemský okres Labe-Halštrov (Herzberg)                 | Elbe-Elster        | Braniborsko               |
| EF       | Město Erfurt                                          | Erfurt             | Durynsko                  |
| EI       | Zemský okres Eichstätt                                | Eichstätt          | Bavorsko                  |
| EIC      | Zemský okres Eichsfeld (Heilbad Heiligenstadt)        | Eichsfeld          | Durynsko                  |
| EL       | Zemský okres Emsland (Meppen)                         | Emsland            | Dolní Sasko               |
| EM       | Zemský okres Emmendingen                              | Emmendingen        | Bádensko-Württembersko    |
| EMD      | Město Emden                                           | Emden              | Dolní Sasko               |
| EMS      | Zemský okres Rýn-Lahn (Bad Ems)                       | Bad Ems            | Porýní-Falc               |
| EN       | Zemský okres Ennepe-Rúr (Schwelm)                     | Ennepe             | Severní Porýní-Vestfálsko |
| ER       | Město Erlangen                                        | Erlangen           | Bavorsko                  |
| ERB      | Zemský okres Odenwald (Erbach)                        | Erbach             | Hesensko                  |
| ERH      | Zemský okres Erlangen-Höchstadt (Erlangen)            | Erlangen-Höchstadt | Bavorsko                  |
| ERZ      | Zemský okres Krušné hory (Annaberg-Buchholz)          | Erzgebirge         | Sasko                     |
| ES       | Zemský okres Esslingen                                | Esslingen          | Bádensko-Württembersko    |
| ESW      | Zemský okres Werra-Meißner (Eschwege)                 | Eschwege           | Hesensko                  |
| EU       | Zemský okres Euskirchen                               | Euskirchen         | Severní Porýní-Vestfálsko |

## F
| Označení | Město/zemský okres (případně v závorce krajské město)                | Odvozeno od      | Spolková země          |
| -------- | -------------------------------------------------------------------- | ---------------- | ---------------------- |
| F        | Město Frankfurt am Main                                              | Frankfurt        | Hesensko               |
| FB       | Zemský okres Wetterau (Friedberg (Hesensko))                         | Friedberg        | Hesensko               |
| FD       | Zemský okres Fulda                                                   | Fulda            | Hesensko               |
| FDS      | Zemský okres Freudenstadt                                            | Freudenstadt     | Bádensko-Württembersko |
| FF       | Město Frankfurt nad Odrou                                            | Frankfurt        | Braniborsko            |
| FFB      | Zemský okres Fürstenfeldbruck                                        | Fürstenfeldbruck | Bavorsko               |
| FG       | Zemský okres Střední Sasko (Freiberg)                                | Freiberg         | Sasko                  |
| FL       | Město Flensburg                                                      | Flensburg        | Šlesvicko-Holštýnsko   |
| FN       | Zemský okres Bodamské jezero (Friedrichshafen)                       | Friedrichshafen  | Bádensko-Württembersko |
| FO       | Zemský okres Forchheim                                               | Forchheim        | Bavorsko               |
| FR       | Město Freiburg im Breisgau (XX 999 a NA-ZZ 9999)                     | Freiburg         | Bádensko-Württembersko |
| FR       | Zemský okres Breisgau-Hochschwarzwald v Freiburg im Breisgau (pouze) | Freiburg         | Bádensko-Württembersko |
| FRG      | Zemský okres Freyung-Grafenau (Freyung)                              | Freyung          | Bavorsko               |
| FRI      | Zemský okres Frísko (Jever)                                          | Friesland        | Dolní Sasko            |
| FS       | Zemský okres Freising                                                | Freising         | Bavorsko               |
| FT       | Město Frankenthal (Pfalz)                                            | Frankenthal      | Porýní-Falc            |
| FÜ       | Město Fürth (XX 999)                                                 | Fürth            | Bavorsko               |
| FÜ       | Zemský okres Fürth (Zirndorf) (pouze)                                | Fürth            | Bavorsko               |

## G
| Označení | Město/zemský okres (případně v závorce krajské město)                     | Odvozeno od            | Spolková země                  |
| -------- | ------------------------------------------------------------------------- | ---------------------- | ------------------------------ |
| G        | Město Gera                                                                | Gera                   | Durynsko                       |
| GAP      | Zemský okres Garmisch-Partenkirchen                                       | Garmisch-Partenkirchen | Bavorsko                       |
| GE       | Město Gelsenkirchen                                                       | Gelsenkirchen          | Severní Porýní-Vestfálsko      |
| GER      | Zemský okres Germersheim                                                  | Germersheim            | Porýní-Falc                    |
| GF       | Zemský okres Gifhorn                                                      | Gifhorn                | Dolní Sasko                    |
| GG       | Zemský okres Groß-Gerau                                                   | Groß-Gerau             | Hesensko                       |
| GI       | Zemský okres Gießen                                                       | Gießen                 | Hesensko                       |
| GL       | Zemský okres Rýn-Berg (Bergisch Gladbach)                                 | (Bergisch) Gladbach    | Severní Porýní-Vestfálsko      |
| GM       | Oberbergischer Kreis (Gummersbach)                                        | Gummersbach            | Severní Porýní-Vestfálsko      |
| GÖ       | Zemský okres Göttingen - Město Göttingen (pouze) - zbytek okresu (XX 999) | Göttingen              | Dolní Sasko                    |
| GP       | Zemský okres Göppingen                                                    | Göppingen              | Bádensko-Württembersko         |
| GR       | Zemský okres Zhořelec                                                     | Görlitz                | Sasko                          |
| GRZ      | Zemský okres Greiz                                                        | Greiz                  | Durynsko                       |
| GS       | Zemský okres Goslar                                                       | Goslar                 | Dolní Sasko                    |
| GT       | Zemský okres Gütersloh                                                    | Gütersloh              | Severní Porýní-Vestfálsko      |
| GTH      | Zemský okres Gotha                                                        | Gotha                  | Durynsko                       |
| GÜ       | Zemský okres Güstrow                                                      | Güstrow                | Meklenbursko-Přední Pomořansko |
| GZ       | Zemský okres Günzburg                                                     | Günzburg               | Bavorsko                       |

## H
| Označení | Město/zemský okres (případně v závorce krajské město)                               | Odvozeno od           | Spolková země                  |
| -------- | ----------------------------------------------------------------------------------- | --------------------- | ------------------------------ |
| H        | Region Hannover - Město Hannover (XX 999, BA-BZ a FA-GZ 1000-9999) - zbytek regionu | Hannover              | Dolní Sasko                    |
| HA       | Město Hagen                                                                         | Hagen                 | Severní Porýní-Vestfálsko      |
| HAL      | Město Halle (Saale)                                                                 | Halle                 | Sasko-Anhaltsko                |
| HAM      | Město Hamm                                                                          | Hamm                  | Severní Porýní-Vestfálsko      |
| HAS      | Zemský okres Haßberge (Haßfurt)                                                     | Haßberge oder Haßfurt | Bavorsko                       |
| HB       | Město Bremerhaven (X 9999)                                                          | Hansestadt Bremen     | Svobodné hanzovní město Brémy  |
| HB       | Město Bremen - Bremen-Nord (X 9, 99 a 999, XX 9 a 99) - zbytek města (XX 999)       | Hansestadt Bremen     | Svobodné hanzovní město Brémy  |
| HB       | Freie Hansestadt Bremen, Senat a Bürgerschaft                                       | Hansestadt Bremen     | Svobodné hanzovní město Brémy  |
| HBN      | Zemský okres Hildburghausen                                                         | Hildburghausen        | Durynsko                       |
| HD       | Zemský okres Rýn-Neckar (Heidelberg) (XX 999 a 9999)                                | Heidelberg            | Bádensko-Württembersko         |
| HD       | Město Heidelberg (pouze)                                                            | Heidelberg            | Bádensko-Württembersko         |
| HDH      | Zemský okres Heidenheim                                                             | Heidenheim            | Bádensko-Württembersko         |
| HE       | Zemský okres Helmstedt                                                              | Helmstedt             | Dolní Sasko                    |
| HEF      | Zemský okres Hersfeld-Rotenburg (Bad Hersfeld)                                      | Bad Hersfeld          | Hesensko                       |
| HEI      | Zemský okres Dithmarsche (Heide)                                                    | Heide                 | Šlesvicko-Holštýnsko           |
| HEL      | Hesenská zemská vláda a Hesenský zemský sněm                                        | Hessischer Landtag    | Hesensko                       |
| HER      | Město Herne                                                                         | Herne                 | Severní Porýní-Vestfálsko      |
| HF       | Zemský okres Herford                                                                | Herford               | Severní Porýní-Vestfálsko      |
| HG       | Zemský okres Vysoký Taunus (Bad Homburg vor der Höhe)                               | Bad Homburg           | Hesensko                       |
| HGW      | Město Greifswald                                                                    | Hansestadt Greifswald | Meklenbursko-Přední Pomořansko |
| HH       | Svobodné hanzovní město Hamburg, Senát a Bürgerschaft                               | Hansestadt Hamburg    | Hamburg                        |
| HI       | Zemský okres Hildesheim                                                             | Hildesheim            | Dolní Sasko                    |
| HL       | Město Lübeck                                                                        | Hansestadt Lübeck     | Šlesvicko-Holštýnsko           |
| HM       | Zemský okres Hameln-Pyrmont (Hameln)                                                | Hameln                | Dolní Sasko                    |
| HN       | Zemský okres Heilbronn (XX 999 a AA-MZ 9999)                                        | Heilbronn             | Bádensko-Württembersko         |
| HN       | Město Heilbronn (pouze)                                                             | Heilbronn             | Bádensko-Württembersko         |
| HO       | Zemský okres Hof (XX 999)                                                           | Hof                   | Bavorsko                       |
| HO       | Město Hof (pouze)                                                                   | Hof                   | Bavorsko                       |
| HOL      | Zemský okres Holzminden                                                             | Holzminden            | Dolní Sasko                    |
| HOM      | Zemský okres Sárská Falc (Homburg (Saar)) (bez města St. Ingbert)                   | Homburg               | Sársko                         |
| HP       | Zemský okres Bergstraße (Heppenheim (Bergstraße))                                   | Heppenheim            | Hesensko                       |
| HR       | Zemský okres Schwalm-Eder (Homberg (Efze))                                          | Homberg               | Hesensko                       |
| HRO      | Město Rostock                                                                       | Hansestadt Rostock    | Meklenbursko-Přední Pomořansko |
| HS       | Zemský okres Heinsberg                                                              | Heinsberg             | Severní Porýní-Vestfálsko      |
| HSK      | Zemský okres Vysoký Sauerland (Meschede)                                            | Hochsauerlandkreis    | Severní Porýní-Vestfálsko      |
| HST      | Město Stralsund                                                                     | Hansestadt Stralsund  | Meklenbursko-Přední Pomořansko |
| HU       | Město Hanau (město se zvláštním statutem v Zemském okrese Mohan-Kinzig)             | Hanau                 | Hesensko                       |
| HVL      | Zemský okres Havolsko (Rathenow)                                                    | Havelland             | Braniborsko                    |
| HWI      | Město Wismar                                                                        | Hansestadt Wismar     | Meklenbursko-Přední Pomořansko |
| HX       | Zemský okres Höxter                                                                 | Höxter                | Severní Porýní-Vestfálsko      |
| HZ       | Zemský okres Harz (Halberstadt)                                                     | Harz                  | Sasko-Anhaltsko                |

## I
| Označení | Město/zemský okres (případně v závorce krajské město)        | Odvozeno od | Spolková země        |
| -------- | ------------------------------------------------------------ | ----------- | -------------------- |
| IGB      | Město St. Ingbert (Mittelstadt v Zemském okrese Sárská Falc) | St. Ingbert | Sársko               |
| IK       | Zemský okres Ilm (Arnstadt)                                  | Ilm-Kreis   | Durynsko             |
| IN       | Město Ingolstadt                                             | Ingolstadt  | Bavorsko             |
| IZ       | Zemský okres Steinburg (Itzehoe)                             | Itzehoe     | Šlesvicko-Holštýnsko |

## J
| Označení | Město/zemský okres (případně v závorce krajské město) | Odvozeno od     | Spolková země   |
| -------- | ----------------------------------------------------- | --------------- | --------------- |
| J        | Město Jena                                            | Jena            | Durynsko        |
| JL       | Zemský okres Jerichowsko (Burg)                       | Jerichower Land | Sasko-Anhaltsko |

## K
| Označení | Město/zemský okres (případně v závorce krajské město)                                                     | Odvozeno od       | Spolková země             |
| -------- | --- | ----------------- | ------------------------- |
| K        | Město Köln                                                                                                | Köln              | Severní Porýní-Vestfálsko |
| KA       | Město Karlsruhe (XX 999 a NA-ZZ 9999)                                                                     | Karlsruhe         | Bádensko-Württembersko    |
| KA       | Zemský okres Karlsruhe (pouze)                                                                            | Karlsruhe         | Bádensko-Württembersko    |
| KB       | Zemský okres Waldeck-Frankenberg (Korbach)                                                                | Korbach           | Hesensko                  |
| KC       | Zemský okres Kronach                                                                                      | Kronach           | Bavorsko                  |
| KE       | Město Kempten (Allgäu)                                                                                    | Kempten           | Bavorsko                  |
| KEH      | Zemský okres Kelheim                                                                                      | Kelheim           | Bavorsko                  |
| KF       | Město Kaufbeuren                                                                                          | Kaufbeuren        | Bavorsko                  |
| KG       | Zemský okres Bad Kissingen                                                                                | Bad Kissingen     | Bavorsko                  |
| KH       | Zemský okres Bad Kreuznach - Město Bad Kreuznach (pouze) - Zbývající okres Bad Kreuznach (XX 9, 99 a 999) | Bad Kreuznach     | Porýní-Falc               |
| KI       | Město Kiel                                                                                                | Kiel              | Šlesvicko-Holštýnsko      |
| KIB      | Zemský okres Donnersberg (Kirchheimbolanden)                                                              | Kirchheimbolanden | Porýní-Falc               |
| KL       | Zemský okres Kaiserslautern (XX 999)                                                                      | Kaiserslautern    | Porýní-Falc               |
| KL       | Město Kaiserslautern (pouze)                                                                              | Kaiserslautern    | Porýní-Falc               |
| KLE      | Zemský okres Kleve                                                                                        | Kleve             | Severní Porýní-Vestfálsko |
| KN       | Zemský okres Kostnice (pouze obec Büsingen am Hochrhein)                                                  | Konstanz          | Bádensko-Württembersko    |
| KO       | Město Koblenz                                                                                             | Koblenz           | Porýní-Falc               |
| KR       | Město Krefeld                                                                                             | Krefeld           | Severní Porýní-Vestfálsko |
| KS       | Město Kassel (XX 999)                                                                                     | Kassel            | Hesensko                  |
| KS       | Zemský okres Kassel (pouze)                                                                               | Kassel            | Hesensko                  |
| KT       | Zemský okres Kitzingen                                                                                    | Kitzingen         | Bavorsko                  |
| KU       | Zemský okres Kulmbach                                                                                     | Kulmbach          | Bavorsko                  |
| KÜN      | Zemský okres Hohenlohe (Künzelsau)                                                                        | Künzelsau         | Bádensko-Württembersko    |
| KUS      | Zemský okres Kusel                                                                                        | Kusel             | Porýní-Falc               |
| KYF      | Zemský okres Kyffhäuser (Sondershausen)                                                                   | Kyffhäuser        | Durynsko                  |

## L
| Označení | Město/zemský okres (případně v závorce krajské město)        | Odvozeno od                                                         | Spolková země                  |
| -------- | ------------------------------------------------------------ | ------------------------------------------------------------------- | ------------------------------ |
| L        | Město Leipzig (A–T a AA-TZ)                                  | Leipzig (až do 31. října 1990 pro Zemský okres Lahn-Dill, nyní LDK) | Sasko                          |
| L        | Zemský okres Lipsko (Borna) (U–Z a UA-ZZ)                    | Leipzig (až do 31. října 1990 pro Zemský okres Lahn-Dill, nyní LDK) | Sasko                          |
| LA       | Zemský okres Landshut (XX 999)                               | Landshut                                                            | Bavorsko                       |
| LA       | Město Landshut (pouze)                                       | Landshut                                                            | Bavorsko                       |
| LAN      | Zemský okres Dingolfing-Landau (Landau an der Isar)          | Landau an der Isar                                                  | Bavorsko                       |
| LAU      | Zemský okres Norimbersko (Lauf an der Pegnitz)               | Lauf                                                                | Bavorsko                       |
| LB       | Zemský okres Ludwigsburg                                     | Ludwigsburg                                                         | Bádensko-Württembersko         |
| LD       | Město Landau in der Pfalz                                    | Landau                                                              | Porýní-Falc                    |
| LDK      | Zemský okres Lahn-Dill (Wetzlar                              | Lahn-Dill-Kreis                                                     | Hesensko                       |
| LDS      | Zemský okres Dahme-Sprévský les (Lübben)                     | Zemský okres Dahme-Spreewald                                        | Braniborsko                    |
| LER      | Zemský okres Leer                                            | Leer                                                                | Dolní Sasko                    |
| LEV      | Město Leverkusen                                             | Leverkusen                                                          | Severní Porýní-Vestfálsko      |
| LG       | Zemský okres Lüneburg                                        | Lüneburg                                                            | Dolní Sasko                    |
| LI       | Zemský okres Lindau                                          | Lindau                                                              | Bavorsko                       |
| LIF      | Zemský okres Lichtenfels                                     | Lichtenfels                                                         | Bavorsko                       |
| LIP      | Zemský okres Lippe (Detmold                                  | Lippe                                                               | Severní Porýní-Vestfálsko      |
| LL       | Zemský okres Landsberg am Lech                               | Landsberg am Lech                                                   | Bavorsko                       |
| LM       | Zemský okres Limburg-Weilburg (Limburg an der Lahn)          | Limburg                                                             | Hesensko                       |
| LÖ       | Zemský okres Lörrach                                         | Lörrach                                                             | Bádensko-Württembersko         |
| LOS      | Zemský okres Odra-Spréva (Beeskow)                           | Zemský okres Odra-Spréva                                            | Braniborsko                    |
| LSA      | Sasko-Anhaltská zemská vláda a Sachsko-Anhaltský zemský sněm | Landtag Sachsen-Anhalt                                              | Sasko-Anhaltsko                |
| LSN      | Saská zemská vláda a Saský zemský sněm                       | Landtag Sachsen                                                     | Sasko                          |
| LU       | Město Ludwigshafen am Rhein                                  | Ludwigshafen                                                        | Porýní-Falc                    |
| LWL      | Zemský okres Ludwigslust                                     | Ludwigslust                                                         | Meklenbursko-Přední Pomořansko |

## M
| Označení |  |                                                        | Město/zemský okres (případně v závorce krajské město)                                    | Odvozeno od                        | Spolková země                  |
| -------- |  | ------------------------------------------------------ | ---------------------------------------------------------------------------------------- | ---------------------------------- | ------------------------------ |
| M        |  |                                                        | Město Mnichov XX 999 a 9999                                                              | München                            | Bavorsko                       |
| M        |  | Zemský okres Mnichov (mimo město)                      |                                                                                          | München                            | Bavorsko                       |
| MA       |  |                                                        | Město Mannheim                                                                           | Mannheim                           | Bádensko-Württembersko         |
| MB       |  |                                                        | Zemský okres Miesbach                                                                    | Miesbach                           | Bavorsko                       |
| MD       |  |                                                        | Město Magdeburg                                                                          | Magdeburg                          | Sasko-Anhaltsko                |
| ME       |  |                                                        | Zemský okres Mettmann                                                                    | Mettmann                           | Severní Porýní-Vestfálsko      |
| MEI      |  |                                                        | Zemský okres Míšeň                                                                       | Míšeň                              | Sasko                          |
| MG       |  |                                                        | Město Mönchengladbach                                                                    | Mönchengladbach                    | Severní Porýní-Vestfálsko      |
| MH       |  |                                                        | Město Mülheim an der Ruhr                                                                | Mülheim an der Ruhr                | Severní Porýní-Vestfálsko      |
| MI       |  |                                                        | Zemský okres Minden-Lübbecke (Minden)                                                    | Minden                             | Severní Porýní-Vestfálsko      |
| MIL      |  |                                                        | Zemský okres Miltenberg                                                                  | Miltenberg                         | Bavorsko                       |
| MK       |  |                                                        | Zemský okres Marka (Lüdenscheid)                                                         | Grafschaft Mark                    | Severní Porýní-Vestfálsko      |
| MKK      |  |                                                        | Zemský okres Mohan-Kinzig (Gelnhausen) (bez města Hanau)                                 | Main-Kinzig-Kreis                  | Hesensko                       |
| MM       |  |                                                        | Město Memmingen                                                                          | Memmingen                          | Bavorsko                       |
| MN       |  |                                                        | Zemský okres Unterallgäu (Mindelheim)                                                    | Mindelheim                         | Bavorsko                       |
| MOL      |  |                                                        | Zemský okres Marecké Poodří (Seelow)                                                     | Märkisch-Oderland                  | Braniborsko                    |
| MOS      |  |                                                        | Zemský okres Neckar-Odenwald (Mosbach)                                                   | Mosbach                            | Bádensko-Württembersko         |
| MR       |  |                                                        | Zemský okres Marburg-Biedenkopf (Marburg)                                                | Marburg-Biedenkopf                 | Hesensko                       |
| MS       |  |                                                        | Město Münster (Westfalen)                                                                | Münster                            | Severní Porýní-Vestfálsko      |
| MSH      |  |                                                        | Zemský okres Mansfeld-Jižní Harz (Sangerhausen)                                          | Mansfeld-Südharz                   | Sasko-Anhaltsko                |
| MSP      |  |                                                        | Zemský okres Mohan-Spessart (Karlstadt)                                                  | Main-Spessart                      | Bavorsko                       |
| MST      |  |                                                        | Zemský okres Mecklenburg-Strelitz (Neustrelitz)                                          | Mecklenburg-Strelitz               | Meklenbursko-Přední Pomořansko |
| MTK      |  |                                                        | Zemský okres Mohan-Taunus (Hofheim am Taunus)                                            | Main-Taunus-Kreis                  | Hesensko                       |
| MÜ       |  |                                                        | Zemský okres Mühldorf am Inn                                                             | Mühldorf                           | Bavorsko                       |
| MÜR      |  |                                                        | Zemský okres Müritz (Waren (Müritz))                                                     | Müritz                             | Meklenbursko-Přední Pomořansko |
| MVL      |  |                                                        | Zemská vláda Meklenbursko-Přední Pomořansko a Zemský sněm Meklenbursko-Přední Pomořansko | Mecklenburg-Vorpommerscher Landtag | Meklenbursko-Přední Pomořansko |
| MYK      |  |                                                        | Zemský okres Mayen-Koblenz (Koblenz)                                                     | Mayen-Koblenz                      | Porýní-Falc                    |
| MZ       |  |                                                        | Město Mohuč (XX 999 a AA–KY 9999)                                                        | Mainz                              | Porýní-Falc                    |
| MZ       |  | Zemský okres Mohuč-Bingen (Ingelheim am Rhein) (pouze) |                                                                                          | Mainz                              | Porýní-Falc                    |
| MZG      |  |                                                        | Zemský okres Merzig-Wadern (Merzig)                                                      | Merzig                             | Sársko                         |
| MW       |  |                                                        | Mittweida (Freiberg)                                                                     | Mittweida                          | Sasko                          |

## N
| Označení | Město/zemský okres (případně v závorce krajské město)                                   | Odvozeno od                | Spolková země                  |
| -------- | --------------------------------------------------------------------------------------- | -------------------------- | ------------------------------ |
| N        | Město Norimberk                                                                         | Nürnberg                   | Bavorsko                       |
| NB       | Město Neubrandenburg                                                                    | Neubrandenburg             | Meklenbursko-Přední Pomořansko |
| ND       | Zemský okres Neuburg-Schrobenhausen (Neuburg an der Donau)                              | Neuburg an der Donau       | Bavorsko                       |
| NDH      | Zemský okres Nordhausen                                                                 | Nordhausen                 | Durynsko                       |
| NE       | Zemský okres Rýn-Neuss (Neuss)                                                          | Neuss                      | Severní Porýní-Vestfálsko      |
| NEA      | Zemský okres Neustadt an der Aisch-Bad Windsheim (Neustadt an der Aisch)                | Neustadt an der Aisch      | Bavorsko                       |
| NES      | Zemský okres Rhön-Grabfeld (Bad Neustadt an der Saale)                                  | Bad Neustadt an der Saale  | Bavorsko                       |
| NEW      | Zemský okres Neustadt an der Waldnaab                                                   | Neustadt an der Waldnaab   | Bavorsko                       |
| NF       | Zemský okres Severní Frísko (Husum)                                                     | Nordfriesland              | Šlesvicko-Holštýnsko           |
| NI       | Zemský okres Nienburg/Weser                                                             | Nienburg/Weser             | Dolní Sasko                    |
| NK       | Zemský okres Neunkirchen (Ottweiler)                                                    | Neunkirchen                | Sársko                         |
| NL       | Zemská vláda Dolní Sasko a Zemský sněm Dolní Sasko                                      | Niedersächsischer Landtag  | Dolní Sasko                    |
| NM       | Zemský okres Neumarkt in der Oberpfalz                                                  | Neumarkt                   | Bavorsko                       |
| NMS      | Město Neumünster                                                                        | Neumünster                 | Šlesvicko-Holštýnsko           |
| NOH      | Zemský okres Hrabství Bentheim (Nordhorn)                                               | Nordhorn                   | Dolní Sasko                    |
| NOM      | Zemský okres Northeim                                                                   | Northeim                   | Dolní Sasko                    |
| NR       | Zemský okres Neuwied - Město Neuwied (pouze) - Zbývající okres Neuwied (XX 9, 99 a 999) | Neuwied am Rhein           | Porýní-Falc                    |
| NRW      | Zemská vláda Severní Porýní-Vestfálsko a Zemský sněm Severní Porýní-Vestfálsko          | Nordrhein-Westfalen        | Severní Porýní-Vestfálsko      |
| NU       | Zemský okres Neu-Ulm                                                                    | Neu-Ulm                    | Bavorsko                       |
| NVP      | Zemský okres Nordvorpommern (Grimmen)                                                   | Nordvorpommern             | Meklenbursko-Přední Pomořansko |
| NW       | Město Neustadt an der Weinstraße                                                        | Neustadt an der Weinstraße | Porýní-Falc                    |
| NWM      | Zemský okres Severozápadní Meklenbursko (Grevesmühlen)                                  | Nordwestmecklenburg        | Meklenbursko-Přední Pomořansko |

## O
| Označení | Město/zemský okres (případně v závorce krajské město) | Odvozeno od           | Spolková země                  |
| -------- | ----------------------------------------------------- | --------------------- | ------------------------------ |
| OA       | Zemský okres Oberallgäu (Sonthofen)                   | Oberallgäu            | Bavorsko                       |
| OAL      | Zemský okres Ostallgäu (Marktoberdorf)                | Ostallgäu             | Bavorsko                       |
| OB       | Město Oberhausen                                      | Oberhausen            | Severní Porýní-Vestfálsko      |
| OD       | Zemský okres Stormarn (Bad Oldesloe)                  | Bad Oldesloe          | Šlesvicko-Holštýnsko           |
| OE       | Zemský okres Olpe                                     | Olpe                  | Severní Porýní-Vestfálsko      |
| OF       | Zemský okres Offenbach (Dietzenbach) (XX 999 a 9999)  | Offenbach             | Hesensko                       |
| OF       | Město Offenbach am Main (pouze)                       | Offenbach             | Hesensko                       |
| OG       | Zemský okres Ortenau (Offenburg)                      | Offenburg             | Bádensko-Württembersko         |
| OH       | Zemský okres Východní Holštýnsko (Eutin)              | Východní Holštýnsko   | Šlesvicko-Holštýnsko           |
| OHA      | Zemský okres Göttingen kromě města Göttingen          | Osterode am Harz      | Dolní Sasko                    |
| OHV      | Zemský okres Horní Havola (Oranienburg)               | Oberhavel             | Braniborsko                    |
| OHZ      | Zemský okres Osterholz (Osterholz-Scharmbeck)         | Osterholz             | Dolní Sasko                    |
| OL       | Město Oldenburg (Oldenburg) (XX 999)                  | Oldenburg             | Dolní Sasko                    |
| OL       | Zemský okres Oldenburg (Wildeshausen) (pouze)         | Oldenburg             | Dolní Sasko                    |
| OPR      | Zemský okres Východní Prignitz-Ruppin (Neuruppin)     | Ostprignitz-Ruppin    | Braniborsko                    |
| OS       | Zemský okres Osnabrück (XX 999)                       | Osnabrück             | Dolní Sasko                    |
| OS       | Město Osnabrück (pouze)                               | Osnabrück             | Dolní Sasko                    |
| OSL      | Zemský okres Horní Sprévský les-Lužice (Senftenberg)  | Oberspreewald-Lausitz | Braniborsko                    |
| OVP      | Zemský okres Ostvorpommern (Anklam)                   | Ostvorpommern         | Meklenbursko-Přední Pomořansko |

## P
| Označení | Město/zemský okres (případně v závorce krajské město)     | Odvozeno od        | Spolková země                  |
| -------- | --------------------------------------------------------- | ------------------ | ------------------------------ |
| P        | Město Potsdam                                             | Potsdam            | Braniborsko                    |
| PA       | Zemský okres Pasov (XX 9, 99 a 999)                       | Passau             | Bavorsko                       |
| PA       | Město Passau (pouze)                                      | Passau             | Bavorsko                       |
| PAF      | Zemský okres Pfaffenhofen an der Ilm                      | Pfaffenhofen       | Bavorsko                       |
| PAN      | Zemský okres Rottal-Inn (Pfarrkirchen)                    | Pfarrkirchen       | Bavorsko                       |
| PB       | Zemský okres Paderborn                                    | Paderborn          | Severní Porýní-Vestfálsko      |
| PCH      | Zemský okres Parchim                                      | Parchim            | Meklenbursko-Přední Pomořansko |
| PE       | Zemský okres Peine                                        | Peine              | Dolní Sasko                    |
| PF       | Město Pforzheim (XX 999 a NA-ZZ 9999)                     | Pforzheim          | Bádensko-Württembersko         |
| PF       | Zemský okres Enz (Pforzheim) (pouze)                      | Pforzheim          | Bádensko-Württembersko         |
| PI       | Zemský okres Pinneberg                                    | Pinneberg          | Šlesvicko-Holštýnsko           |
| PIR      | Zemský okres Saské Švýcarsko-Východní Krušné hory (Pirna) | Pirna              | Sasko                          |
| PLÖ      | Zemský okres Plön                                         | Plön               | Šlesvicko-Holštýnsko           |
| PM       | Zemský okres Postupim-Střední marka (Belzig)              | Potsdam-Mittelmark | Braniborsko                    |
| PR       | Zemský okres Prignitz (Perleberg)                         | Prignitz           | Braniborsko                    |
| PS       | Zemský okres Jihozápadní Falc v Pirmasens (XX 99 a 999)   | Pirmasens          | Porýní-Falc                    |
| PS       | Město Pirmasens (pouze)                                   | Pirmasens          | Porýní-Falc                    |

## R
| Označení | Město/zemský okres (případně v závorce krajské město) | Odvozeno od                   | Spolková země                  |
| -------- | ----------------------------------------------------- | ----------------------------- | ------------------------------ |
| R        | Město Řezno (XX 999 a 9999)                           | Regensburg                    | Bavorsko                       |
| R        | Zemský okres Řezno (pouze)                            | Regensburg                    | Bavorsko                       |
| RA       | Zemský okres Rastatt                                  | Rastatt                       | Bádensko-Württembersko         |
| RD       | Zemský okres Rendsburg-Eckernförde (Rendsburg)        | Rendsburg                     | Šlesvicko-Holštýnsko           |
| RE       | Zemský okres Recklinghausen                           | Recklinghausen                | Severní Porýní-Vestfálsko      |
| REG      | Zemský okres Regen                                    | Regen                         | Bavorsko                       |
| RH       | Zemský okres Roth                                     | Roth                          | Bavorsko                       |
| RO       | Zemský okres Rosenheim (XX 999)                       | Rosenheim                     | Bavorsko                       |
| RO       | Město Rosenheim (pouze)                               | Rosenheim                     | Bavorsko                       |
| ROW      | Zemský okres Rotenburg (Wümme)                        | Rotenburg an der Wümme        | Dolní Sasko                    |
| RP       | Zemský okres Rýn-Falc (Ludwigshafen am Rhein)         | Rhein-Pfalz                   | Porýní-Falc                    |
| RPL      | Zemská vláda Porýní-Falc a Zemský sněm Porýní-Falc    | Rheinland-Pfälzischer Landtag | Porýní-Falc                    |
| RS       | Město Remscheid                                       | Remscheid                     | Severní Porýní-Vestfálsko      |
| RT       | Zemský okres Reutlingen                               | Reutlingen                    | Bádensko-Württembersko         |
| RÜD      | Zemský okres Rheingau-Taunus (Bad Schwalbach)         | Rüdesheim                     | Hesensko                       |
| RÜG      | Zemský okres Rügen (Bergen auf Rügen)                 | Rügen                         | Meklenbursko-Přední Pomořansko |
| RV       | Zemský okres Ravensburg                               | Ravensburg                    | Bádensko-Württembersko         |
| RW       | Zemský okres Rottweil                                 | Rottweil                      | Bádensko-Württembersko         |
| RZ       | Zemský okres Vévodství lauenburské (Ratzeburg)        | Ratzeburg                     | Šlesvicko-Holštýnsko           |

## S
| Označení | Město/zemský okres (případně v závorce krajské město)                | Odvozeno od            | Spolková země                  |
| -------- | -------------------------------------------------------------------- | ---------------------- | ------------------------------ |
| S        | Město Stuttgart                                                      | Stuttgart              | Bádensko-Württembersko         |
| SAD      | Zemský okres Schwandorf                                              | Schwandorf             | Bavorsko                       |
| SAL      | Sárská zemská vláda a Sárský zemský sněm                             | Saarländischer Landtag | Sársko                         |
| SAW      | Altmarkkreis Salzwedel (Salzwedel)                                   | Salzwedel              | Sasko-Anhaltsko                |
| SB       | Regionální svaz Saarbrücken (bez města Völklingen)                   | Saarbrücken            | Sársko                         |
| SC       | Město Schwabach                                                      | Schwabach              | Bavorsko                       |
| SDL      | Zemský okres Stendal                                                 | Stendal                | Sasko-Anhaltsko                |
| SE       | Zemský okres Segeberg (Bad Segeberg)                                 | Bad Segeberg           | Šlesvicko-Holštýnsko           |
| SFA      | Zemský okres Soltau-Fallingbostel (Bad Fallingbostel)                | Soltau-Fallingbostel   | Dolní Sasko                    |
| SG       | Město Solingen                                                       | Solingen               | Severní Porýní-Vestfálsko      |
| SH       | Zemská vláda Šlesvicko-Holštýnsko a Zemský sněm Šlesvicko-Holštýnsko | Schleswig-Holstein     | Šlesvicko-Holštýnsko           |
| SHA      | Zemský okres Schwäbisch Hall                                         | Schwäbisch Hall        | Bádensko-Württembersko         |
| SHG      | Zemský okres Schaumburg (Stadthagen)                                 | Schaumburg             | Dolní Sasko                    |
| SHK      | Zemský okres Sála-Holzland (Eisenberg (Thüringen))                   | Saale-Holzland-Kreis   | Durynsko                       |
| SHL      | Město Suhl                                                           | Suhl                   | Durynsko                       |
| SI       | Zemský okres Siegen-Wittgenstein (Siegen)                            | Siegen                 | Severní Porýní-Vestfálsko      |
| SIG      | Zemský okres Sigmaringen                                             | Sigmaringen            | Bádensko-Württembersko         |
| SIM      | Zemský okres Rýn-Hunsrück (Simmern/Hunsrück)                         | Simmern                | Porýní-Falc                    |
| SK       | Zemský okres Sála (Merseburg)                                        | Saalekreis             | Sasko-Anhaltsko                |
| SL       | Zemský okres Schleswig-Flensburg (Schleswig)                         | Schleswig              | Šlesvicko-Holštýnsko           |
| SLF      | Zemský okres Saalfeld-Rudolstadt (Saalfeld/Saale)                    | Saalfeld               | Durynsko                       |
| SLK      | Zemský okres Salzland (Bernburg)                                     | Salzlandkreis          | Sasko-Anhaltsko                |
| SLS      | Zemský okres Saarlouis                                               | Saarlouis              | Sársko                         |
| SM       | Zemský okres Šmalkaldy-Meiningen (Meiningen)                         | Schmalkalden-Meiningen | Durynsko                       |
| SN       | Město Schwerin                                                       | Schwerin               | Meklenbursko-Přední Pomořansko |
| SO       | Zemský okres Soest                                                   | Soest                  | Severní Porýní-Vestfálsko      |
| SOK      | Zemský okres Sála-Orla (Schleiz)                                     | Saale-Orla-Kreis       | Durynsko                       |
| SÖM      | Zemský okres Sömmerda                                                | Sömmerda               | Durynsko                       |
| SON      | Zemský okres Sonneberg                                               | Sonneberg              | Durynsko                       |
| SP       | Město Špýr                                                           | Speyer                 | Porýní-Falc                    |
| SPN      | Zemský okres Spréva-Nisa (Forst (Lausitz))                           | Spree-Neiße            | Braniborsko                    |
| SR       | Zemský okres Straubing-Bogen v Straubing (XX 99 a 999)               | Straubing              | Bavorsko                       |
| SR       | Město Straubing (pouze)                                              | Straubing              | Bavorsko                       |
| ST       | Zemský okres Steinfurt                                               | Steinfurt              | Severní Porýní-Vestfálsko      |
| STA      | Zemský okres Starnberg                                               | Starnberg              | Bavorsko                       |
| STD      | Zemský okres Stade                                                   | Stade                  | Dolní Sasko                    |
| SU       | Zemský okres Rýn-Sieg (Siegburg)                                     | Siegburg               | Severní Porýní-Vestfálsko      |
| SÜW      | Zemský okres Jižní vinná stezka u Landau in der Pfalz                | Südliche Weinstraße    | Porýní-Falc                    |
| SW       | Zemský okres Schweinfurt (XX 999 a XX 9999)                          | Schweinfurt            | Bavorsko                       |
| SW       | Město Schweinfurt (pouze)                                            | Schweinfurt            | Bavorsko                       |
| SZ       | Město Salzgitter                                                     | Salzgitter             | Dolní Sasko                    |

## T
| Označení | Město/zemský okres (případně v závorce krajské město) | Odvozeno od                | Spolková země          |
| -------- | ----------------------------------------------------- | -------------------------- | ---------------------- |
| TBB      | Zemský okres Mohan-Tauber (Tauberbischofsheim)        | Tauberbischofsheim         | Bádensko-Württembersko |
| TDO      | Zemský okres Severní Sasko (Torgau)                   | Torgau, Delitzsch, Oschatz | Sasko                  |
| TF       | Zemský okres Teltow-Fläming (Luckenwalde)             | Teltow-Fläming             | Braniborsko            |
| THL      | Durynská zemská vláda a Durynský zemský sněm          | Thüringer Landtag          | Durynsko               |
| THW      | Spolková technická pomoc                              | Technisches Hilfswerk      |                        |
| TIR      | Zemský okres Tirschenreuth                            | Tirschenreuth              | Bavorsko               |
| TÖL      | Zemský okres Bad Tölz-Wolfratshausen (Bad Tölz)       | Bad Tölz                   | Bavorsko               |
| TR       | Zemský okres Trevír-Saarburg v Trier                  | Trier                      | Porýní-Falc            |
| TR       | Město Trier                                           | Trier                      | Porýní-Falc            |
| TS       | Zemský okres Traunstein                               | Traunstein                 | Bavorsko               |
| TÜ       | Zemský okres Tübingen                                 | Tübingen                   | Bádensko-Württembersko |
| TUT      | Zemský okres Tuttlingen                               | Tuttlingen                 | Bádensko-Württembersko |

## U
| Označení | Město/zemský okres (případně v závorce krajské město) | Odvozeno od     | Spolková země                  |
| -------- | ----------------------------------------------------- | --------------- | ------------------------------ |
| UE       | Zemský okres Uelzen                                   | Uelzen          | Dolní Sasko                    |
| UER      | Zemský okres Uecker-Randow (Pasewalk)                 | Uecker-Randow   | Meklenbursko-Přední Pomořansko |
| UH       | Zemský okres Unstrut-Hainich (Mühlhausen/Thüringen)   | Unstrut-Hainich | Durynsko                       |
| UL       | Zemský okres Alba-Dunaj v Ulm (XX 999 a NA-ZZ 9999)   | Ulm             | Bádensko-Württembersko         |
| UL       | Město Ulm (pouze)                                     | Ulm             | Bádensko-Württembersko         |
| UM       | Zemský okres Ukerská marka (Prenzlau)                 | Uckermark       | Braniborsko                    |
| UN       | Zemský okres Unna                                     | Unna            | Severní Porýní-Vestfálsko      |

## V
| Označení | Město/zemský okres (případně v závorce krajské město)           | Odvozeno od            | Spolková země             |
| -------- | --------------------------------------------------------------- | ---------------------- | ------------------------- |
| V        | Zemský okres Fojtsko                                            | Vogtland               | Sasko                     |
| VB       | Zemský okres Vogelsberg (Lauterbach)                            | Vogelsberg             | Hesensko                  |
| VEC      | Zemský okres Vechta                                             | Vechta                 | Dolní Sasko               |
| VER      | Zemský okres Verden                                             | Verden                 | Dolní Sasko               |
| VIE      | Zemský okres Viersen                                            | Viersen                | Severní Porýní-Vestfálsko |
| VK       | Město Völklingen (Mittelstadt v regionálním svazku Saarbrücken) | Völklingen             | Sársko                    |
| VS       | Zemský okres Schwarzwald-Baar (Villingen-Schwenningen)          | Villingen-Schwenningen | Bádensko-Württembersko    |

## W
| Označení | Město/zemský okres (případně v závorce krajské město)       | Odvozeno od        | Spolková země             |
| -------- | ----------------------------------------------------------- | ------------------ | ------------------------- |
| W        | Město Wuppertal                                             | Wuppertal          | Severní Porýní-Vestfálsko |
| WAF      | Zemský okres Warendorf                                      | Warendorf          | Severní Porýní-Vestfálsko |
| WAK      | Zemský okres Wartburg (Bad Salzungen)                       | Wartburgkreis      | Durynsko                  |
| WB       | Zemský okres Wittenberg                                     | Wittenberg         | Sasko-Anhaltsko           |
| WE       | Město Weimar                                                | Weimar             | Durynsko                  |
| WEN      | Město Weiden in der Oberpfalz                               | Weiden             | Bavorsko                  |
| WES      | Zemský okres Wesel                                          | Wesel              | Severní Porýní-Vestfálsko |
| WF       | Zemský okres Wolfenbüttel                                   | Wolfenbüttel       | Dolní Sasko               |
| WHV      | Město Wilhelmshaven                                         | Wilhelmshaven      | Dolní Sasko               |
| WI       | Město Wiesbaden                                             | Wiesbaden          | Hesensko                  |
| WIL      | Zemský okres Bernkastel-Wittlich (Wittlich)                 | Wittlich           | Porýní-Falc               |
| WL       | Zemský okres Harburg (Winsen (Luhe))                        | Winsen an der Luhe | Dolní Sasko               |
| WM       | Zemský okres Weilheim-Schongau (Weilheim in Oberbayern)     | Weilheim           | Bavorsko                  |
| WN       | Zemský okres Rems-Murr (Waiblingen)                         | Waiblingen         | Bádensko-Württembersko    |
| WND      | Zemský okres St. Wendel                                     | St. Wendel         | Sársko                    |
| WO       | Město Worms                                                 | Worms              | Porýní-Falc               |
| WOB      | Město Wolfsburg                                             | Wolfsburg          | Dolní Sasko               |
| WOS      | Město Wolfstein                                             | Wolfstein          | Falc                      |
| WST      | Zemský okres Ammerland (Westerstede)                        | Westerstede        | Dolní Sasko               |
| WT       | Zemský okres Waldshut (Waldshut-Tiengen)                    | Waldshut-Tiengen   | Bádensko-Württembersko    |
| WTM      | Zemský okres Wittmund                                       | Wittmund           | Dolní Sasko               |
| WÜ       | Město Würzburg (XX 999 a AA-NZ 9999)                        | Würzburg           | Bavorsko                  |
| WÜ       | Zemský okres Würzburg (pouze)                               | Würzburg           | Bavorsko                  |
| WUG      | Zemský okres Weißenburg-Gunzenhausen (Weißenburg in Bayern) | Weißenburg         | Bavorsko                  |
| WUN      | Zemský okres Wunsiedel im Fichtelgebirge                    | Wunsiedel          | Bavorsko                  |
| WW       | Zemský okres Westerwald (Montabaur)                         | Westerwald         | Porýní-Falc               |

## X
| Označení | Město/zemský okres (případně v závorce krajské město) | Odvozeno od | Spolková země |
| -------- | ----------------------------------------------------- | ----------- | ------------- |
| X        | NATO                                                  |             |               |

## Y
| Označení | Město/zemský okres (případně v závorce krajské město) | Odvozeno od | Spolková země |
| -------- | ----------------------------------------------------- | ----------- | ------------- |
| Y        | Bundeswehr                                            |             |               |

## Z
| Označení | Město/zemský okres (případně v závorce krajské město) | Odvozeno od | Spolková země |
| -------- | ----------------------------------------------------- | ----------- | ------------- |
| Z        | Zemský okres Cvikov                                   | Zwickau     | Sasko         |
| ZW       | Město Zweibrücken                                     | Zweibrücken | Porýní-Falc   |